# Ctenus bueanus
Ctenus bueanus este o specie de păianjeni din genul Ctenus, familia Ctenidae, descrisă de Strand, 1916.
Este endemică în Camerun. Conform Catalogue of Life specia Ctenus bueanus nu are subspecii cunoscute.